# Isobutilidendiurea
La isobutilidendiurea (abreviada IBDU, de sus siglas en inglés) es un compuesto orgánico con la fórmula (CH3)2CHCH{NHC(O)NH2}2. Es un derivado de la urea (OC(NH2)2), que es altamente soluble en agua, aunque el IBDU no lo es. Funciona como un fertilizante de liberación controlada (CFR) debido a su baja solubilidad, que limita la velocidad de su hidrólisis a urea, que es un fertilizante de acción rápida.
Se produce por la reacción de condensación del isobutiraldehído y dos equivalentes de urea:
(CH3)2CHCHO + 2 OC(NH2)2 → (CH3)2CHCH{NHC(O)NH2}2 + H2O
El proceso de liberación controlada es el inverso de la reacción anterior, que sólo ocurre después de que el IBDU se disuelve.

## Materiales relacionados
Se han desarrollado varios CRF basados en urea. Relacionado con el IBDU está el crotonilideno diurea (Crotodur). Más simples son varios materiales de urea formaldehído, que consiste en metilendiurea y dimetilentriurea.